# 作戦行動中行方不明者の園

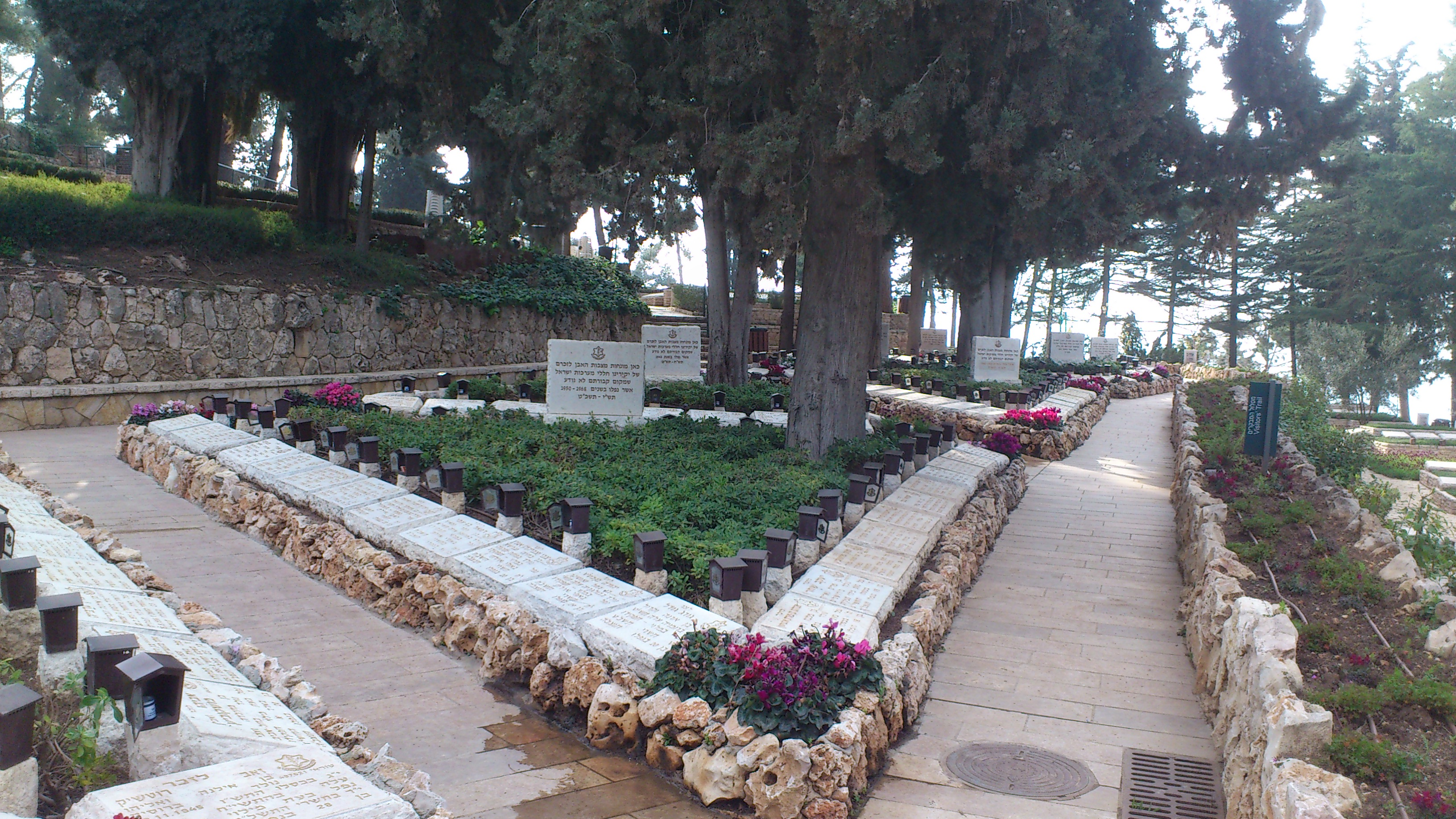
作戦行動中行の庭にある空の墓標

作戦行動中行方不明者の園（さくせんこうどうちゅうふめいしゃのその、ヘブライ語: גן הנעדרים, ラテン文字化: Gan HaNe'edarim, 直訳:'Garden of the Missing'）は、イスラエルのエルサレム・ヘルツルの丘にあるイスラエルの行方不明兵に捧げられた記念庭園である。

## 歴史
1914年から、庭園は、墓の場所が不明であるイスラエル国防軍兵士と戦闘機、イスラエルの地の行方不明兵を記念する。潜水艦en:INS Dakar乗務中に行方不明になった者、ボートスウェイン作戦で行方不明になったパルマッハコマンド部隊23人も追悼している。1948年のイスラエル建国以来、特に第一次中東戦争（1948年のアラブ・イスラエル戦争）で、179人のイスラエル兵士が作戦行動中行方不明者として宣言されている。
作戦行動中行方不明者の園の設立は、2003年、イスラエルの国防省記念局長Moshe Orenにより開始され、2004年2月、軍の高官、国防大臣シャウル・モファズ、en:Jerusalem Municipalityのメンバーが出席した式典で、捧げられた。

## 伝統
毎年、行方不明兵に対する記念礼拝が、en:Seventh of Adarに、庭園のメイン広場で行われている。この日はユダヤ暦においてモーセが亡くなった日とされていて、聖書によれば、モーセの墓は神のみぞ知るとされている。
ラビによれば、捕虜の身代金が命を救う掟に密接につながっていて、ゆえにユダヤ教の戒律において極めて重要である。ユダヤ教の戒律により、たとえ見つかる可能性がほんのわずかだとしても、作戦行動中行方不明者を探すことが義務付けられている。イスラエル国防軍の方針においても、決して兵士を置き去りにすることはないとされている。